# RCTI
RCTI (Rajawali Citra Televisi Indonesia) è una rete televisiva indonesiana di proprietà di Media Nusantara Citra.